# Dorothy Lyman
Dorothy Lyman (Minneapolis, 18 april 1947) is een Amerikaanse actrice, filmregisseuse en filmproducente.

## Biografie
Lyman heeft tweemaal een Daytime Emmy Award gewonnen, in 1982 en 1983 in de categorie Uitstekende actrice in een televisieserie met de televisieserie All My Children.
Lyman was van 1971 tot en met 1983 getrouwd waartuit zij twee kinderen heeft, waaronder producente Emma Tillinger Koskoff. Van 1987 tot en met 2001 was zij getrouwd waaruit zij een kind heeft.

## Filmografie

### Films
- 2019 Vault - als ma
- 2019 Back Fork - als Susie
- 2018 Bullitt County - als de mrs.
- 2018 The Price for Silence - als Wendy Moro
- 2017 Blind - als rechter
- 2015 Bad Hurt - als mrs. Salisbury
- 2009 The Northern Kingdom – als Nan
- 2006 The Departed – als vrouw aan bar
- 2006 World Trade Center – als moeder van Allison
- 2001 Blow – als rechter in Chicago
- 1997 Dinner and Driving – als Rita
- 1994 I Love Trouble – als Suzie
- 1994 Tears and Laughter: The Joan and Melissa Rivers Story – als Dorothy
- 1993 Jack the Bear – als Mrs. Morris
- 1993 Young Goodman Brown – als Sarah Good
- 1993 Ruby in Paradise – als Mildred Chambers
- 1990 Camp Cucamonga – als Millie Schector
- 1988 The People Across the Lake – als Ruth Mortimer
- 1988 Ollie Hopnoodle's Haven of Bliss – als moeder
- 1984 Summer Fantasy – als Dr. Nancy Brannigan
- 1980 Night of the Juggler – als verpleegster Jenny
- 1971 The 300 Year Weekend – als Jean

### Televisieseries
Uitgezonderd eenmalige gastrollen.
- 1999 The Practice – als Dr. Diane Starger - 2 afl.
- 1995 Hope & Gloria – als Maxine – 2 afl.
- 1993 Bob – als Patty Fleisher - 3 afl.
- 1991 – 1993 Life Goes On – als Mary McKenna – 8 afl.
- 1991 Generations – als Rebecca Whitmore - ? afl.
- 1991 - 1994 The Bold and the Beautiful – als Bonnie Roberts - ? afl.
- 1983 – 1990 Mama's Family – als Naomi Oates Harper – 125 afl.
- 1981 – 1983 All My Children – als Opal Purdy Cortlandt – 13 afl.
- 1980 Another World – als Gwen Frame – 2 afl.
- 1975 One Life to Live – als zuster Margaret - ? afl.
- 1972 – 1973 The Edge of Night – als Elly Jo Jameson - ? afl.

### Filmregisseuse
- 2010 Janet's Class – documentaire
- 2009 The Northern Kingdom – film
- 2009 Spit Ends – film
- 1995 – 1999 The Nanny – televisieserie – 75 afl.
- 1999 Payne – televisieserie - ? afl.
- 1998 The Simple Life – televisieserie - ? afl.

### Filmproducente
- 2010 Janet's Class – documentaire
- 2009 The Northern Kingdom – film
- 2009 Spit Ends – film
- 1995 – 1999 The Nanny – televisieserie – 18 afl.

- Biblioteca Nacional de España: XX4872043
- International Standard Name Identifier: 0000 0001 1459 2762
- Library of Congress Control Number: n99283702
- Virtual International Authority File: 166728867
- WorldCat: E39PBJhMkhW3VD6p7wdVTDgVG3